# Назаршоев, Моёншо Назаршоевич
Моёншо Назаршоевич Назаршоев (17 декабря 1929, к. Хоса, Поршинев, Шугнанский район, Горно-Бадахшанская АО, Таджикская ССР, СССР — 10 марта 1994, Душанбе, Таджикистан) — советский и таджикский государственный и политический деятель, учёный-историк. Первый секретарь Горно-Бадахшанского обкома КП Таджикистана (1963—1970). Заместитель премьер-министра Таджикистана (1994).
Действительный член Международной академии высшей школы (1993), Заслуженный деятель науки Таджикистана. Доктор исторических наук (1980), профессор (1982).

## Биография
Родился 17 декабря 1929 года в кишлаке Хоса сельсовета Поршинев Шугнанского района Горно-Бадахшанской автономной области (ГБАО) Таджикской ССР в семье дехканина. Учился в семилетней школе им. Социализма с/с Поршнев (1937—1944), средней школы им. С. М. Кирова в Хороге (1944—1947). После окончания школы его, как успевающего выпускника, направили работать учителем начальной школы в сельсовет Тавдем Рошткалинского района ГБАО.
В 1948 году поступил на исторический факультет Сталинабадского государственного педагогического института, затем с 1952 года слушатель Курсов переподготовки преподавателей общественных наук при Среднеазиатском государственном университете (Ташкент).
С 1953 года работал преподавателем, заведующим кафедрой Кулябского государственного педагогического института. Член КПСС с 1953 года.
С 1960 года работал старшим преподавателем, секретарем парткома Таджикского государственного университета имени В. И. Ленина.
В 1962 защитил диссертацию на соискание учёной степени кандидата исторических наук. Тема диссертаци: «Культурное строительство в Горно-Бадахшанской автономной области в условиях развитого социализма».
С января 1963 года зав. идеологическим отделом бюро ЦК КП Таджикистана по руководству сельским хозяйством, затем заместитель заведующего идеологическим отделом ЦК КП Таджикистана (5 — 9.1963).
В сентябре 1963 года был избран первым секретарём Горно-Бадахшанского обкома КП Таджикистана (09.1963—04.1970).
С апреля 1970 по 1990 годы проректор по научной работе, член Учёного совета Таджикского государственного университета им В. И. Ленина.
С 1990 по 1994 годы работал председателем Комитета по науке и народному образованию Верховного Совета Республики Таджикистана.
С 2 февраля 1994 года — заместитель премьер-министра Правительства Республики Таджикистан.
М. Н. Назаршоев избирался депутатом Верховного Совета Таджикской ССР нескольких созывов, депутатом Верховного Совета СССР VII-го созыва (1966—1970), депутатом Верховного Совета Республики Таджикистан (1990—1994).
В 1980 защитил диссертацию на соискание учёной степени доктора наук. Тема диссертации: «Интеллигенция Таджикистана: история, опыт, проблемы, вторая половина 60-х — первая половина 80-х годов».
В 1982 году за научно-педагогическую деятельность ему было присвоено учёное звание профессора. В июне 1993 года был избран действительным членом Международной академии высшей школы. Им опубликованы более 200 научных работ, в том числе 9 монографий.
М. Н. Назаршоев побывал с общественно-культурной миссией в Румынии, Египте, Судане, Кении, Эфиопии, Замбии, Великобритании, Германии, США и Индии.
В разгар Гражданской войны М. Н. Назаршоева должны были направить в качестве главы делегации на переговоры с оппозицией, однако 10 марта 1994 года он был убит в результате террористического акта: 

Убийство накануне переговоров. 10 марта 1994 года возле своего дома был жестоко убит вице-премьер Таджикистана Моеншо Назаршоев. СМИ тогда говорили о том, что он должен был возглавить правительственную делегацию на первом раунде меж таджикских переговоров в Москве (апрель 1994 года). В этом контексте смерть вице-премьера была расценена как попытка сорвать мирный процесс.— 

## Семья
Супруга — Варвара Васильевна Назаршоева (1927—2016). 
Дети: дочь Наталия (род. 1953), сыновья — Назаршо (род. 1954), Аноятшо (род. 1955), Султоншо (1959—2008), Нуриддин (род. 1963).
Восемь внуков, семь правнуков.

## Награды
- Орден Трудового Красного Знамени;
- Медали СССР;
- Почётные Грамоты Президиума Верховного Совета Таджикской ССР[3].

## Память
- Хорогскому государственному университету присвоено имя Моёншо Назаршоева (1994)[8],
- Одна из центральных улиц Душанбе носит имя Моёншо Назаршоева Tajikistan.ru (1995)[4],
- В Хороге был открыт памятник М. Н. Назаршоеву — бронзовый бюст на постаменте на главной площади, перед зданием Хукумата (правительства) ГБАО (1996)[4],
- В кишлаке Поршнев Шугнанского района Горно-Бадахшанской автономной области создан Дом-музей Моёншо Назаршоева (1997)[4],
- Проведены научно-теоретические конференции посвященные юбилейным датам со дня рождения М. Н. Назаршоева в Таджикском государственном национальном университете, Хорогском государственном университете и Кулябском государственном университете (1994, 1999, 2004, 2009, 2014)[4].